# 101 Рейкьявик
«101 Рейкьявик» (исл. 101 Reykjavík) — исландская комедия 2000 года режиссёра Балтазара Кормакура, по мотивам одноимённого произведения исландского писателя Хадльгримюра Хельгасона. Число 101 в названии фильма означает почтовый код центральной части Рейкьявика. Фильм попал в шорт-лист на Международном кинофестивале в Торонто.

## Сюжет
Двадцатипятилетний Хлинюр (Хильмир Снайр Гвюднасон) ведёт крайне непутёвую жизнь: живёт на пособие по безработице с матерью (Ханна Мария Кадльсдоуттир), дни просиживает за компьютером, онанирует на порнографию, а ночами напивается на вечеринках в клубе приятеля. На выходных он ночует у очередной мимолётной знакомой, а потом всё повторяется заново. Хлинюр томится рутинной жизнью в холодной, малонаселённой стране, где все друг друга знают, все друг с другом спали, его гнетут поездки к родственникам в пригороде, семейные ужины с бессмысленными разговорами об одном и том же.
В Рождество мать Хлинюра приводит в дом свою испанскую подругу, учительницу танцев, Лолу (Виктория Абриль), открытую лесбиянку, а сама уезжает на праздники к родственникам. В результате бурной ночи, проведённой в клубе, Хлинюр и Лола оказываются в одной постели. По возвращении мать делает признание, что Лола не просто её подруга, а любовница. Воспоминания о той ночи, некое подобие влюблённости и недоступность Лолы не дают покоя Хлинюру и заставляют на некоторое время вырваться из скучного однообразия. Вскоре он узнаёт, что Лола беременна, и хотя она утверждает, что донором спермы был другой, Хлинюр не сомневается, что ребёнок от него. Он возмущён, что Лола скрывает правду от его матери, и в гневе совершает ряд необдуманных поступков.
В конце концов Хлинюр, оставив прощальную записку, ложится на вершине холма, чтобы замёрзнуть на пронзительном исландском ветру, его засыпает снег, будущая смерть ему кажется трагическо-величественной, но вскоре снег переходит в дождь, который смывает снег и трагический момент переходит в фарс, после чего он передумывает заканчивать свою жизнь. Этот момент становится катарсисом для Хлинюра, который из трагической фигуры превращается в циника. Фильм завершается сценой, где Хлинюр, его мать и Лола втроём растят дочь.

## В ролях
| В ролях                    |  | Персонаж               |
| -------------------------- |  | ---------------------- |
| Виктория Абриль            |  | Лола                   |
| Хильмир Снайр Гвюднасон    |  | Хлинюр                 |
| Ханна Мария Кадльсдоуттир  |  | Берглинд, мать Хлинюра |
| Трудюр Вильхьяульмсдоуттир |  | Хоуви                  |
| Балтазар Кормакур          |  | Трёстюр                |

| В ролях                  |  | Персонаж |
| ------------------------ |  | -------- |
| Оулавюр Дарри Оулафссон  |  | Марри    |
| Трёстюр Леоу Гюннарссон  |  | Брюси    |
| Эйвиндюр Эдлендссон      |  | Хафстедн |
| Хадльдоура Бьёднсдоуттир |  | Эльза    |
| Хильмар Йонссон          |  | Магнус   |

## Награды
Фильм был участником множества фестивалей и получил следующие награды:
| Награды                                 | Награды | Награды                                   | Награды                           | Награды                               |
| --------------------------------------- | ------- | ----------------------------------------- | --------------------------------- | ------------------------------------- |
| Фестиваль / Премия                      | Год     | Награда                                   | Категория                         | Победитель                            |
| Премия «Эдда»                           | 2000    | Премия «Эдда»                             | Лучший сценарий Лучший звук       | Балтазар Кормакур Кьяртан Кьяртанссон |
| Кинофестиваль в Локарно                 | 2000    | Youth Jury Award                          |                                   | Балтазар Кормакур                     |
| Дни кино Северных стран в Любеке        | 2000    | Prize of the Ecumenical Jury              |                                   | Балтазар Кормакур                     |
| Кинофестиваль в Пуле                    | 2001    | Big Golden Arena                          | Европейский конкурс: Лучший фильм | Балтазар Кормакур                     |
| Фестиваль кино Северных стран в Руане   | 2001    | Большой приз жюри                         |                                   | Балтазар Кормакур                     |
| Тбилисский кинофестиваль                | 2001    | Prize of the Union of Georgian Filmmakers |                                   | Балтазар Кормакур                     |
| Международный кинофестиваль в Салониках | 2000    | FIPRESCI Prize                            | Parallel Sections                 | Балтазар Кормакур                     |
| Кинофестиваль в Торонто                 | 2000    | Discovery Award                           |                                   | Балтазар Кормакур                     |

## Создание фильма
Режиссёр Бальтасар Кормакур решил пригласить для участия в фильме испанку Викторию Абриль, но поначалу она ответила отказом. Прочитав первые строки сценария, где говорится: «Добро пожаловать в Исландию, сейчас 3 часа утра, температура за бортом минус 15 градусов по Цельсию, желаем вам приятного пребывания», она решила, что невозможно снять фильм при температуре минус 15 °C, и даже не стала дочитывать сценарий.
Музыку к фильму написал живший в Рейкьявике солист британской группы Blur Дэймон Албарн.